# Anagallis minima
Lysimachia minima là một loài thực vật có hoa trong họ Anh thảo. Loài này được (L.) E.H.L.Krause mô tả khoa học đầu tiên năm 1901.

## Hình ảnh

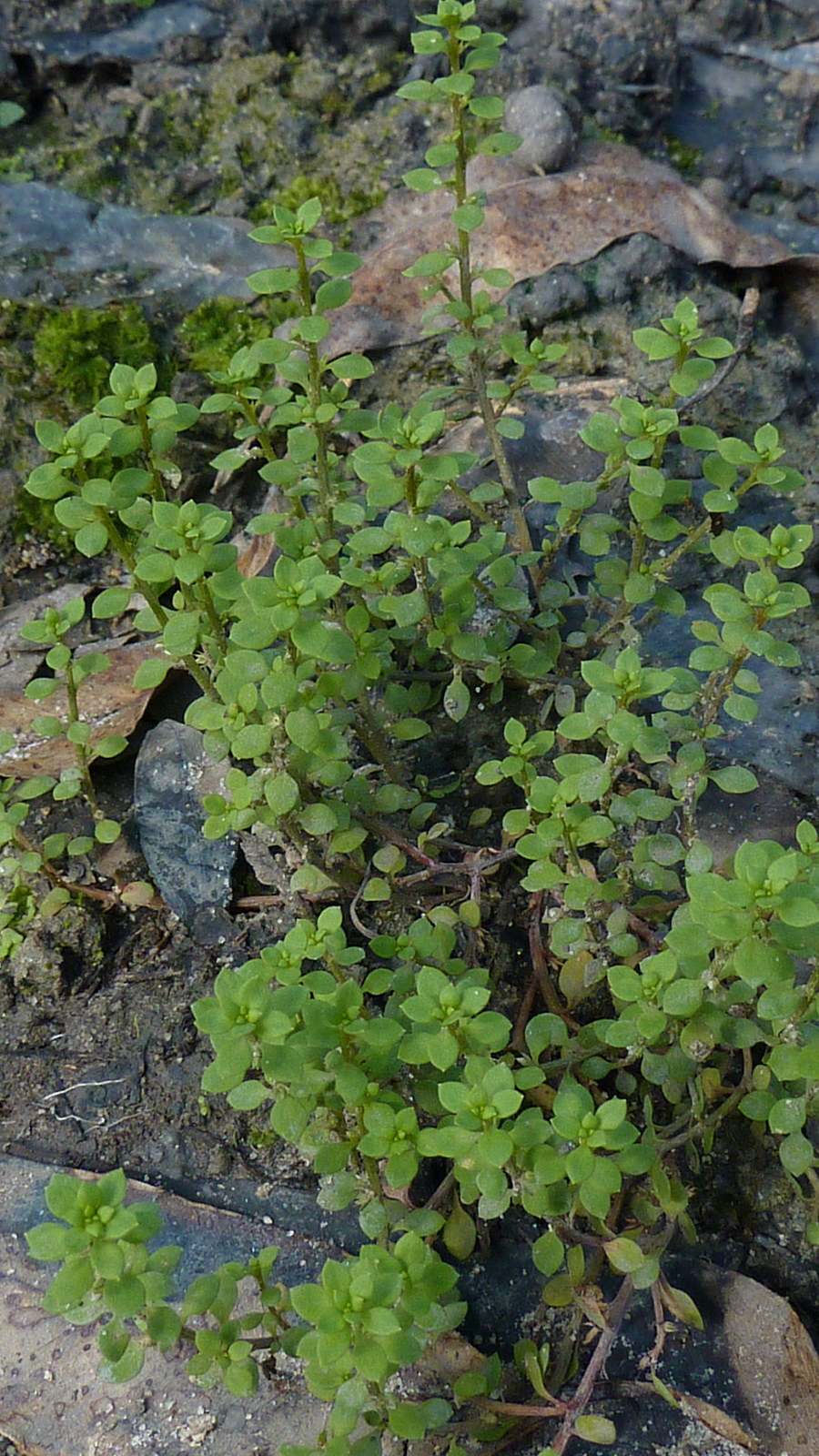
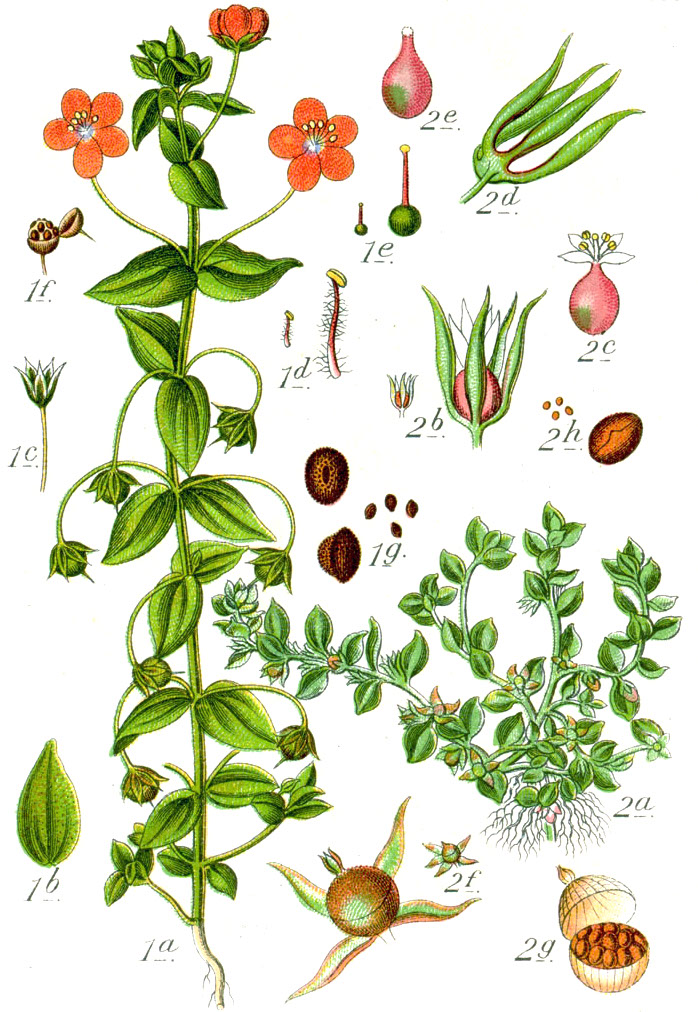